# إليوت دانفورث
إليوت دانفورث هو محامي وسياسي أمريكي، ولد في 6 مارس 1850، وتوفي في 7 يناير 1906 بسبب ذات الرئة. نشط حزبياً في الحزب الديمقراطي. وقد انتخب أمين صندوق الدولة ‏.